# Argopus bicolor
Argopus bicolor es un coleóptero de la familia Chrysomelidae. Fue descrita en 1824 por Fischer von Waldheim.